# Гандулья, Бернардо
Бернардо Хосе Гандулья (исп. Bernardo José Gandulla; 1 марта 1916, Буэнос-Айрес — 7 июля 1999, Буэнос-Айрес), часто его фамилию произносят как Гандулла, так как она имеет итальянское происхождение — аргентинский футболист, левый нападающий.

## Карьера

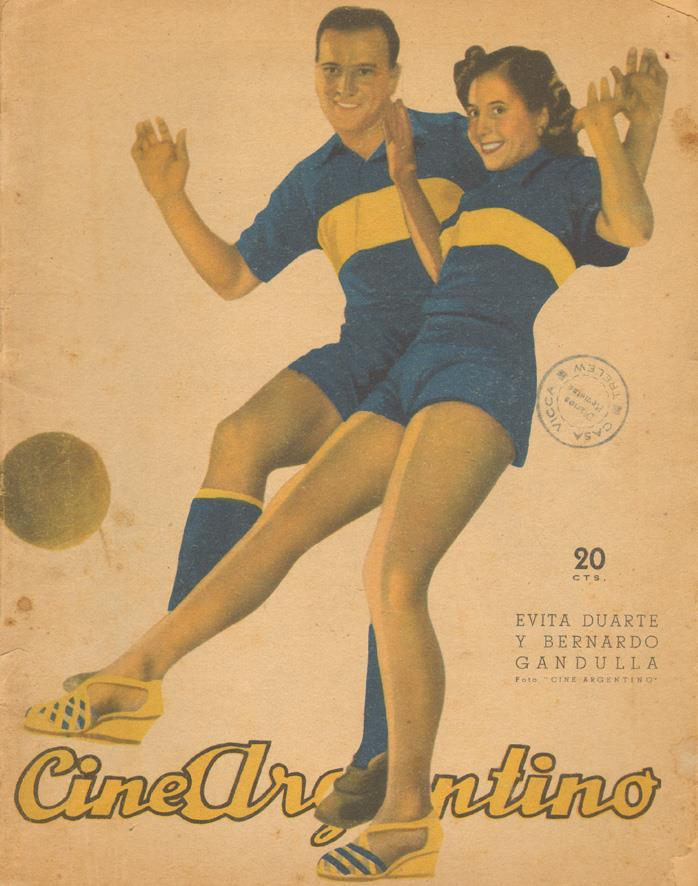
Гандулья и Эва Перон

Бернардо Гандулла начал играть в футбол в любительской команде «Насьональ» в Парке Чакабуко. В возрасте 13 лет его заметили скауты клуба «Феррокарриль Оэсте». С 1935 года Гандулла стал играть за основной состав команды. В первом же сезоне он забил 13 голов, став лучшим бомбардиром своей команды. В том же сезоне он сделал хет-трик, поразив ворота «Велес Сарсфилд». В следующем сезоне он забил 14 голов (второй результат сезона, больше забил лишь Альберто Сосая) в первой стадии турнира и 5 голов во второй, вновь став лучшим бомбардиром команды. Годом позже футболист стал часть одной из самых известных линий нападения в истории клуба, названной «Ла Пандилья» и состоявшей из Гандульи, Рауля Эмеаля, Хосе Мариля, Хайме Сарланги и Альфредо Борнии. Эти пятеро забили за сезон 78 голов; на Бернардо пришлись 23 из них. Сезон 1938 года стал последним для футболиста в свой первый приход в «Феррокарриль».
В 1939 году Гандулья, вместе с Раулем Эмеалем и Хосе Дакунто, перешёл в бразильский клуб «Васко да Гама». Первоначально «Васко» воздерживалось от использования Эмеаля и Гандульи, так как игроки ещё до отъезда из Аргентины подписали контракты с клубом «Бока Хуниорс». По другим данным они имели контракт с «Феррокариль», а тот уже продал права на игроков «Боке». Клуб вышел из ситуации оригинально: он заявил, что игрок был куплен для того, чтобы подавать мячи, так как Бернардо, имевший хорошие манеры, не стеснялся сбегать за мячом, вылетевшим с поля, независимо от кого он вышел за его пределы. Любопытно, что долго время ходила легенда, рассказывающая, что футболист не попадал в состав команды и потому, чтобы хоть как-то себя проявить перед тренером, бегал за улетевшими мячами. Потому термин «гандулла», который превратился в «гандула» (порт.-браз. gandula) стал использоваться как обозначение мальчика, подающего вылетевшие с поля мячи. Позже Валером Пересом было проведено исследование, доказавшее, что в Рио-де-Жанейро и раньше так называли болбоев, и ситуация с аргентинским игроком к этому отношения не имеет. Позже «Бока» и «Васко» договорились на 126 тыс крузейро, и игрокам было дано право выходить на поле. 23 апреля игрок дебютировал в команде в матче с «Флуминенсе». Гандулья провёл в составе команды 30 матчей (11 побед, 8 ничьих и 11 поражений) и забил 10 голов.
В 1940 году Гандулья и Эмеаль всё-таки стали игроками «Боки Хуниорс». Туда же перешёл их бывший партнёр по атаке «Феррокариль», Хайме Сарланга. В первый же сезон игрок помог клубу стать чемпионом страны, в розыгрыше которого он забил 17 голов. Годом позже футболист из-за травмы мениска выпал из состава, проведя лишь 4 игры. Позже он нерегулярно выходил на поле, вплоть до 1943 года, когда в клуб попал Северино Варела, который окончательно вытеснил Гандулью из состава. Несмотря на это, игрок провёл 10 матчей в чемпионском сезоне 1943 года. В начале 1944 года нападающий возвратился в «Феррокарриль Оэсте». Он забил 8 голов в первенстве, став лучшим бомбардиром команды. Игрок оставался в клубе до 1946 года, когда он перешёл в «Атланту». В этом клубе нападающий делил лидерство с одной из звёзд аргентинского футбола, Адольфо Педернерой. Последней командой в карьере Гандульи стал клуб «Темперлей». В 1953 году Бернардо стал главным тренером клуба третьего дивизиона «Дефенсорес де Бельграно». А в сезонах 1957 и 1958 года тренировал «Боку Хуниорс».
В возрасте 83 лет Гандулья был отправлен своей внучной Деборой в санаторий Сан-Патрисио. Там он 7 июля. Бывший футболист был похоронен на кладбище Чакарита в месте Пантеон де Бока, которым владеет «Бока Хуниорс» и в котором хоронят бывших деятелей клуба.

## Статистика

### Клубная
| Сезон | Команда                | Чемпионат    | Чемпионат | Чемпионат | Прочие | Прочие |
| Сезон | Команда                | Лига         | Игры      | Голы      | Игры   | Голы   |
| ----- | ---------------------- | ------------ | --------- | --------- | ------ | ------ |
| 1935  | Феррокарриль Оэсте     | Примера      | 27        | 13        | —      | —      |
| 1936  | Феррокарриль Оэсте     | Примера      | 33        | 19        | —      | —      |
| 1937  | Феррокарриль Оэсте     | Примера      | 29        | 23        | —      | —      |
| 1938  | Феррокарриль Оэсте     | Примера      | 28        | 15        | —      | —      |
| 1939  | Васко да Гама          | Лига Кариока | 22        | 7         | 8      | 3      |
| 1940  | Васко да Гама          | Лига Кариока | 0         | 0         | 0      | 0      |
| 1940  | Бока Хуниорс           | Примера      | 31        | 17        | —      | —      |
| 1941  | Бока Хуниорс           | Примера      | 4         | 1         | —      | —      |
| 1942  | Бока Хуниорс           | Примера      | 12        | 4         | —      | —      |
| 1943  | Бока Хуниорс           | Примера      | 10        | 2         | —      | —      |
| 1944  | Бока Хуниорс           | Примера      | 0         | 0         | —      | —      |
| 1944  | Феррокарриль Оэсте     | Примера      | 29        | 8         | —      | —      |
| 1945  | Феррокарриль Оэсте     | Примера      | 21        | 7         | —      | —      |
| 1946  | Феррокарриль Оэсте     | Примера      | 2         | 0         | —      | —      |
| 1946  | Феррокарриль Оэсте     | Примера      | 2         | 0         | —      | —      |
| 1946  | Атланта (Буэнос-Айрес) | Примера      | 5         | 4         | —      | —      |
| 1947  | Атланта (Буэнос-Айрес) | Примера      | 11        | 4         | —      | —      |
| 1948  | Атланта (Буэнос-Айрес) | Примера      | 0         | 0         | —      | —      |
| 1948  | Темперлей              | Сегунда      | 0         | 0         | —      | —      |

### Международная
| Матчи Бернардо Гандульи за сборную Аргентины | Матчи Бернардо Гандульи за сборную Аргентины | Матчи Бернардо Гандульи за сборную Аргентины | Матчи Бернардо Гандульи за сборную Аргентины | Матчи Бернардо Гандульи за сборную Аргентины | Матчи Бернардо Гандульи за сборную Аргентины | Матчи Бернардо Гандульи за сборную Аргентины |
| -------------------------------------------- | -------------------------------------------- | -------------------------------------------- | -------------------------------------------- | -------------------------------------------- | -------------------------------------------- | -------------------------------------------- |
| №                                            | Дата                                         | Место проведения                             | Оппонент                                     | Счёт                                         | Голы                                         | Турнир                                       |
| 1                                            | 15 августа 1940                              | Буэнос-Айрес                                 | Уругвай                                      | 5:0                                          | —                                            | Товарищеский матч                            |

## Достижения
- Чемпион Аргентины: 1940, 1943